# 河内長野市立南花台中学校
河内長野市立南花台中学校（かわちながのしりつ なんかだいちゅうがっこう）は、大阪府河内長野市にある公立中学校。通学区域が重なる河内長野市立南花台小学校の校舎が敷地内へ移転したことを機に、2024年4月1日付で同校と共に「施設一体型小中一貫教育推進校」へ移行している。

## 歴史
本校は、河内長野市のニュータウンである南花台の造成が完了した1983年に、地域内で唯一の中学校として開校。地域内で唯一の小学校であった河内長野市立南花台東小学校から、1年遅れての開校であった。
南花台2丁目11番1号に開校していた南花台東小学校は、地域内の居住人口や児童数の増加に伴って、1990年4月1日付で河内長野市立南花台西小学校を分離。しかし、分離後に居住人口の減少や居住者の高齢化が進んだことから、2013年に2校を併合したうえで「河内長野市立南花台小学校」として開校した。ただし、地域内唯一の小学校として改めて開校したため、実際には東小学校時代の敷地や校舎（初代校舎）をそのまま使用していた。

### 河内長野市初の「施設一体型小中一貫教育推進校」化に向けた動き
河内長野市で2021年から策定を進めている「河内長野市学校施設長寿命化計画」や、市教育委員会が同年から打ち出している「河内長野市学校のあり方の方針」では、本校と南花台小学校を「施設一体型小中一貫教育推進校」として、2024年度を目途に整備することが検討されていた。
以上の方針では、南花台小学校の新校舎（第2代校舎）を本校の敷地内に建設したうえで、第2代校舎へ移転させることによる「小中学校施設の一体化」が当初から想定されていた。河内長野市では、このような一体化の取り組みについて、「子どもたちの異学年交流が（一体化の前よりも）活発さを増すことによって、社会性や協調性を育む教育活動が（一体化の前にもまして）充実する」「小学校と中学校で同じ施設を使用することで、小学校の児童が中学校へ進学する際の心理的な負担の軽減や、学校への行きやすさにつながる」「小学校と中学校の教員が同じ施設に勤務することによって、『互いの専門性を活かしながら授業を補い合える』という柔軟な組織体制の構築が図られるため、子どもたちには（一体化の前よりも）深い学びときめ細かな支援を受けられる」との見解を示している。
実際には、周辺住民への説明会などを経て、施設一体型小中一貫教育推進校化に向けた「第1期工事」を2023年度中に実施。この工事では、本校の第2代校舎を南花台中学校内の敷地内に建設したほか、敷地東隣の公園（河内長野市の水道関連施設・バックネット・複合遊具・屋根付きのベンチ・屋外時計などを備えている「南花台第10公園」）を両校の「第2運動場」として整備した。
「第2運動場」の整備に際しては、両校の生徒が使用しない時間帯に「いこいの広場」として市民に開放することを前提に、2ヶ所の出入口に鍵付きの門を設置。前述した「南花台第10公園」の施設・遊具を極力残しながらも、運動場としての総面積を「南花台第10公園」から若干減らしたうえで、「南花台第1放課後児童会」「南花台第2放課後児童会」向けの施設を新たに建てた。その一方で、2023年度に両校へ在籍していた児童・生徒が、小中一貫教育推進校へ移行後の愛称を提案。候補を4つにまで絞り込んだうえで、保護者・周辺住民・関係者なども対象に含めた投票を2024年の初頭に実施したところ、「つばめの学校」に決まった。ちなみに、南花台小学校では、ツバメの絵が描かれた小型のレリーフが初代校舎の校門の一部に設置されている。

### 「施設一体型小中一貫教育推進校」への移行後（2024年度以降）
前述した第1期工事が2024年3月までに完了したことを受けて、南花台小学校が第2代校舎へ移転したため、2024年4月1日付けで同校と共に「施設一体型小中一貫教育推進校」へ移行した。移行後は、本校から一部の教諭が南花台小学校で授業を受け持つ一方で、本校の授業の一部を南花台小学校の教諭が担当。2024年6月からは、特別教育棟・中庭・プールの改修が主体の「第2期工事」を実施している。
ちなみに、河内長野市では、本校と南花台小学校を「南花台及び周辺地区の指定緊急避難場所」、両校の体育館を「国政選挙・地方選挙執行日の投票所」と定めている。南花台小学校が第2代校舎へ移転する前までは、避難所としての名称に「南花台小学校」と「南花台中学校」、投票所としての通称に「南花台小学校体育館」（正式名称に「第30選挙区投票所」）と「南花台中学校体育館」（正式名称に「第34投票区投票所」）を使用していた。南花台小学校では移転前まで使用していた体育館（初代体育館）や初代校舎が移転後も残されているため、両校に対する避難所・投票所への指定は移転後も続けられているが、避難所としての名称は「南花台小学校跡地」と「南花台小学校・南花台中学校」にそれぞれ変更。第30選挙区投票所の通称も、「南花台小学校跡地体育館」に改められている。

## 沿革
- 1982年9月9日 - 校舎建設工事を着工。
- 1983年4月1日 - 現在地に開校。
- 2024年4月1日 - 河内長野市立南花台小学校の校舎が本校の敷地内へ移転したことに伴って、移転前の校名を維持したまま、施設一体型小中一貫教育推進校へ移行。

## 通学区域
- 河内長野市立南花台小学校の通学区域。

河内長野市 南花台1-8丁目。

## 出身者
- 吉田平 - 元プロバスケットボール選手：1997年卒業
- 藤井拓郎 - 競泳選手。

## 交通
- 南海バス「南花台一丁目南」バス停下車徒歩約5分。
- 南海高野線 三日市町駅 南西へ約1.9km。